# Dorfkirche Brodowin

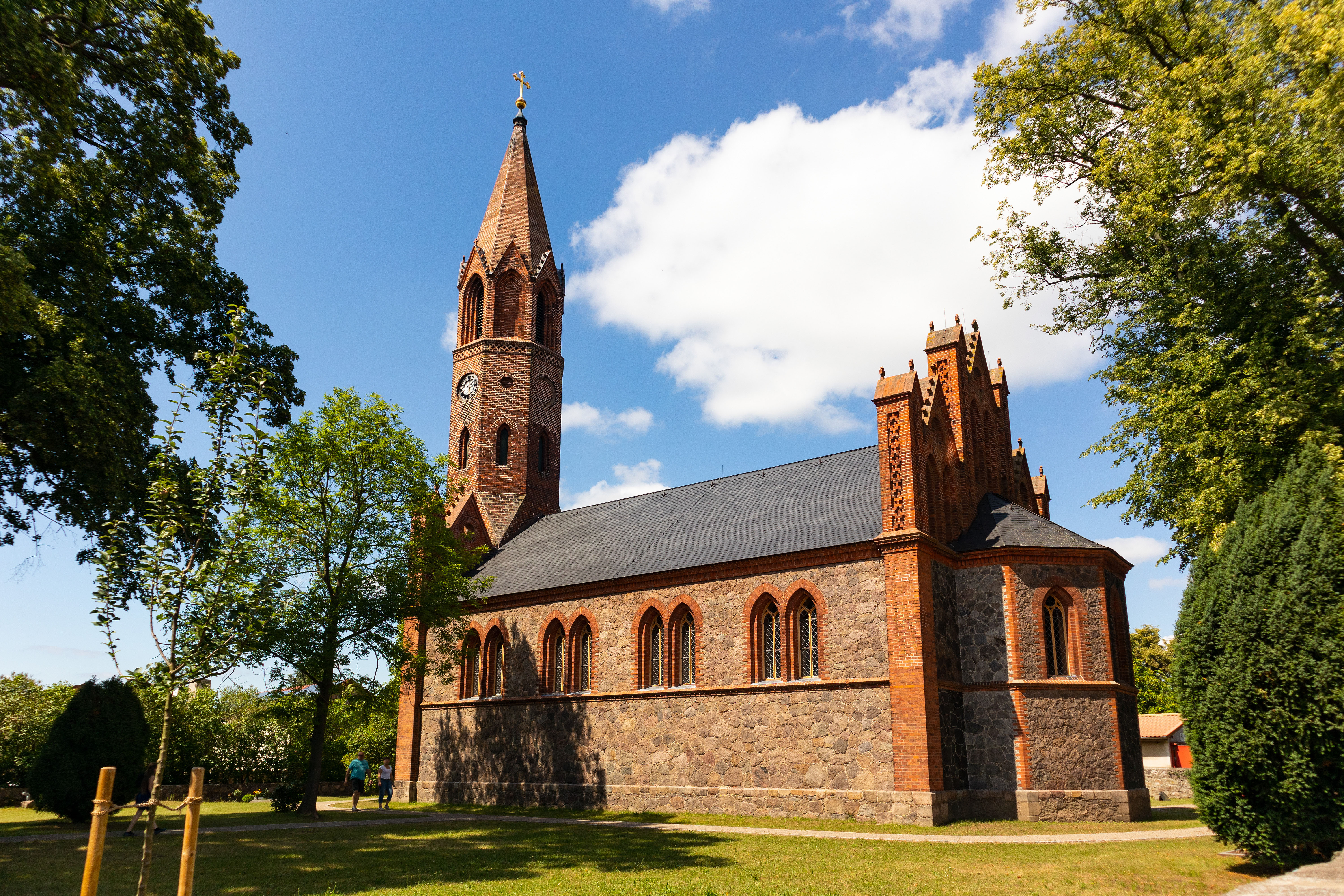
Dorfkirche Brodowin

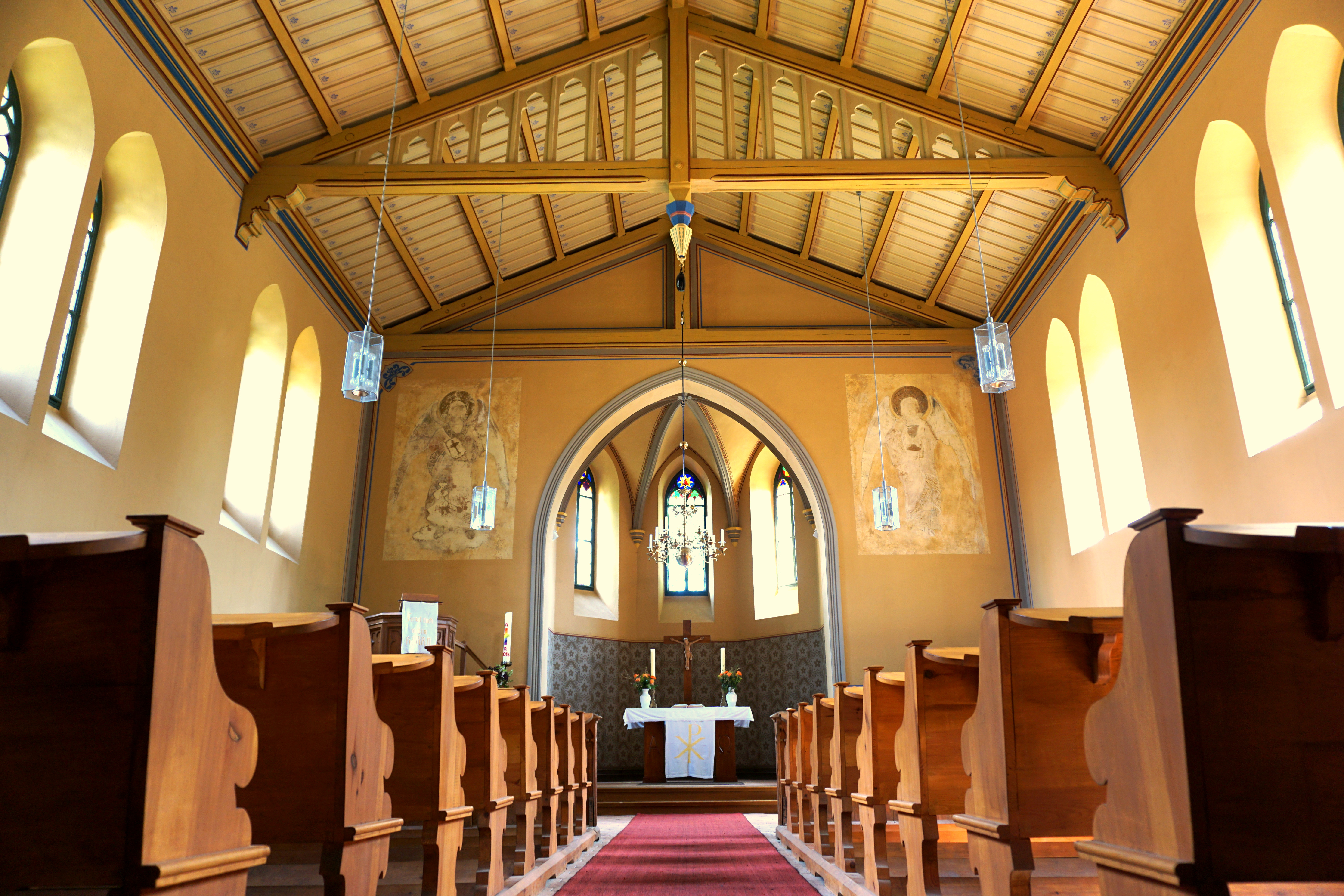
Innenansicht nach Osten

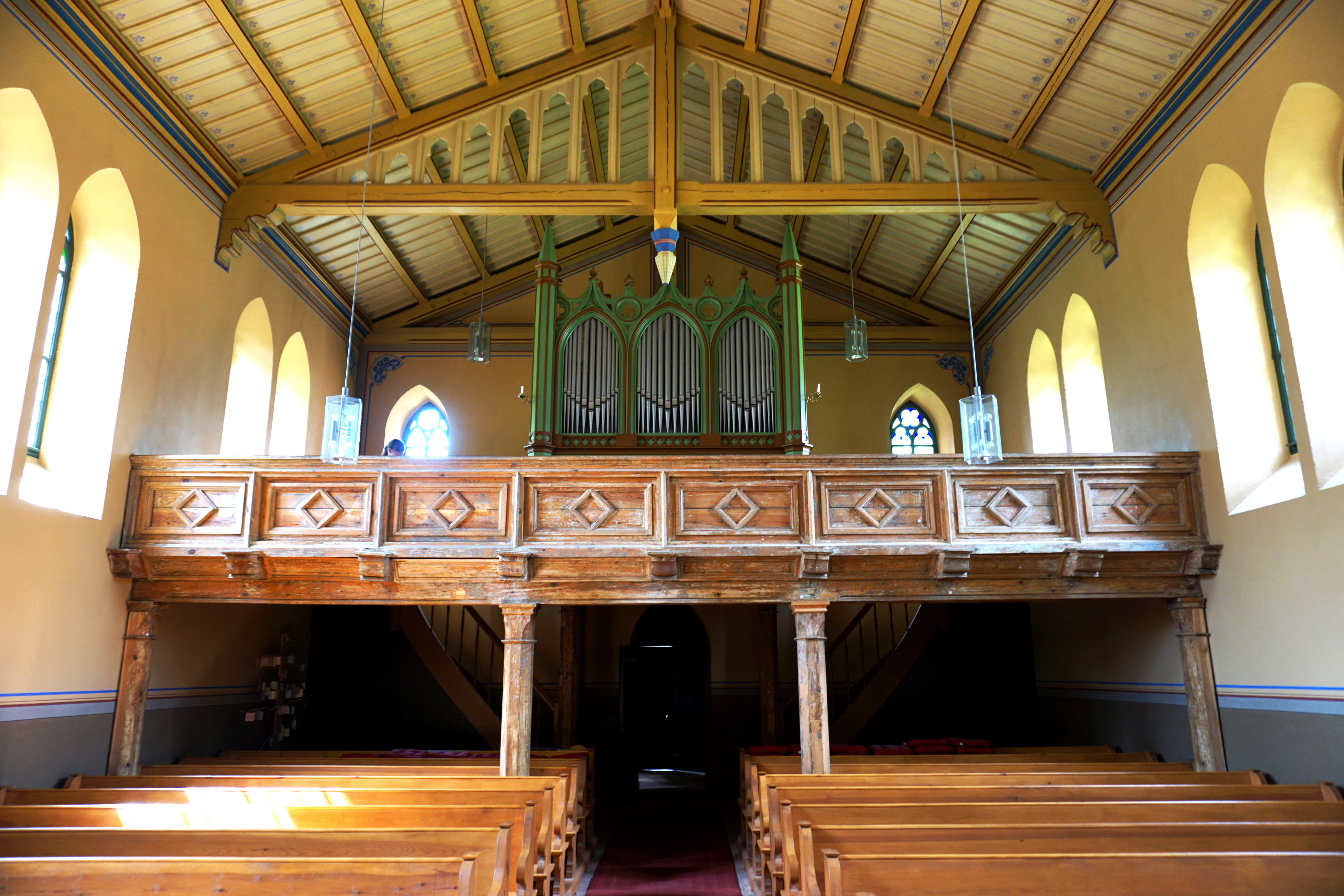
Innenansicht nach Westen

Die evangelische Dorfkirche Brodowin ist eine neugotische Saalkirche im Ortsteil Brodowin von Chorin im Landkreis Barnim in Brandenburg. Sie gehört zur Kirchengemeinde Brodowin-Chorin im Kirchenkreis Barnim der Evangelischen Kirche Berlin-Brandenburg-schlesische Oberlausitz. Eine Besonderheit ist die jährlich stattfindende Veranstaltungsreihe Brodowiner Kirchensommer mit zahlreichen Konzerten.

## Geschichte und Architektur
Die Dorfkirche Brodowin ist ein anspruchsvoller neugotischer Saalbau mit polygonaler Apsis. Er wurde in den Jahren 1852/1853 nach einem Entwurf von Friedrich August Stüler aus farblich differenziertem Mauerwerk (gespaltener Feldstein mit Backsteingliederungen) erbaut. Ein quadratischer Backstein-Westturm mit schlankem, achteckigem Oberteil, wimperggeschmücktem Glockengeschoss und gemauertem Spitzhelm akzentuiert das Bauwerk.
Paarweise gruppierte Spitzbogenfenster mit gestuftem Gewände aus Backstein und einfachem Holzmaßwerk erhellen das Innere; quadratische Eckpfeiler aus Backstein sowie ein Kaffgesims dienen der Gliederung. Westlich sind blendengegliederte Ziergiebel aufgesetzt, der Ostgiebel besteht aus drei gestaffelten, von Fialen eingefassten, durchbrochenen Giebelaufsätzen mit Krabbenverzierung. Am Turm und an den Eckfialen am Schiff sind Schmuckfriese aus Formsteinen eingebaut.
Innen schließt das Bauwerk mit einem offenen Dachstuhl, in der Apsis mit Fünfachtelschluss ist ein Rippengewölbe auf Konsolen eingezogen. Reste von figürlicher Wandbemalung aus der Bauzeit sind auf der Ostwand des Schiffs erhalten.

## Ausstattung
Das Kirchengebäude hat eine einheitliche neugotische Ausstattung aus der Bauzeit. Die Glocke stammt aus der Hand des Berliner Glockengießers Cornelius Rubon und wurde 1852 gegossen.

### Orgel
Die Orgel ist ein Werk von Carl August Buchholz aus dem Jahr 1856. Sie umfasst neun Register auf einem Manual und Pedal. Im Jahr 2012 wurde das Instrument durch Tobias Schramm restauriert. Die Disposition lautet:
| Manual C–f3 |       |
| Principal   | 8′    |
| Gedact      | 8′    |
| Salicional  | 8′    |
| Octave      | 4′    |
| Rohrflöte   | 4′    |
| Quintflöte  | 2 ⁄3′ |
| Superoctave | 2′    |

| Pedal C–d1 |     |
| Subbass    | 16′ |
| Violon     | 8′  |

- Koppeln: Pedalkoppel.
- Nebenregister: Calcanten-Glocke.